# Max Kratz

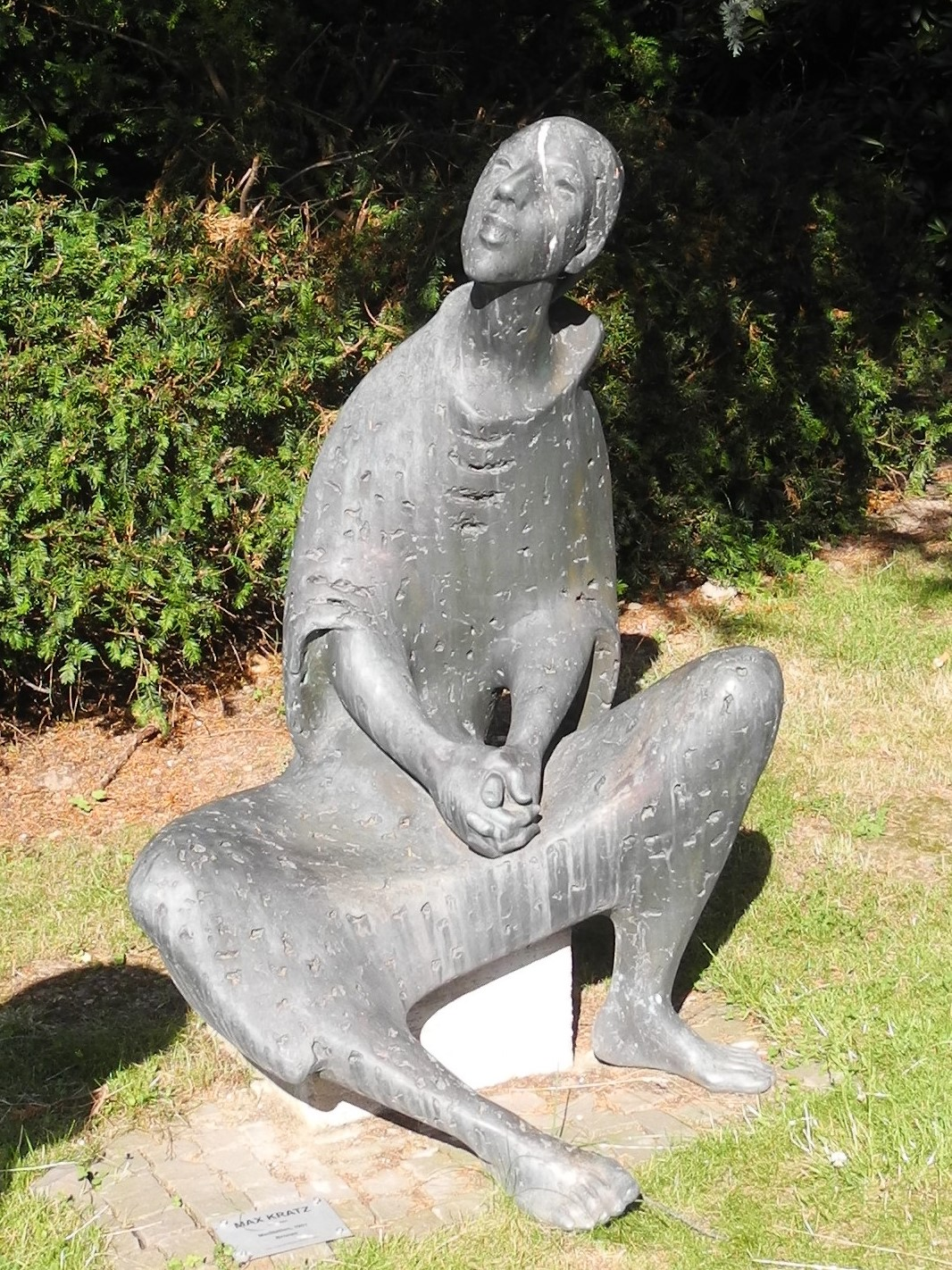
Meditation (1981) Solingen-Gräfrath

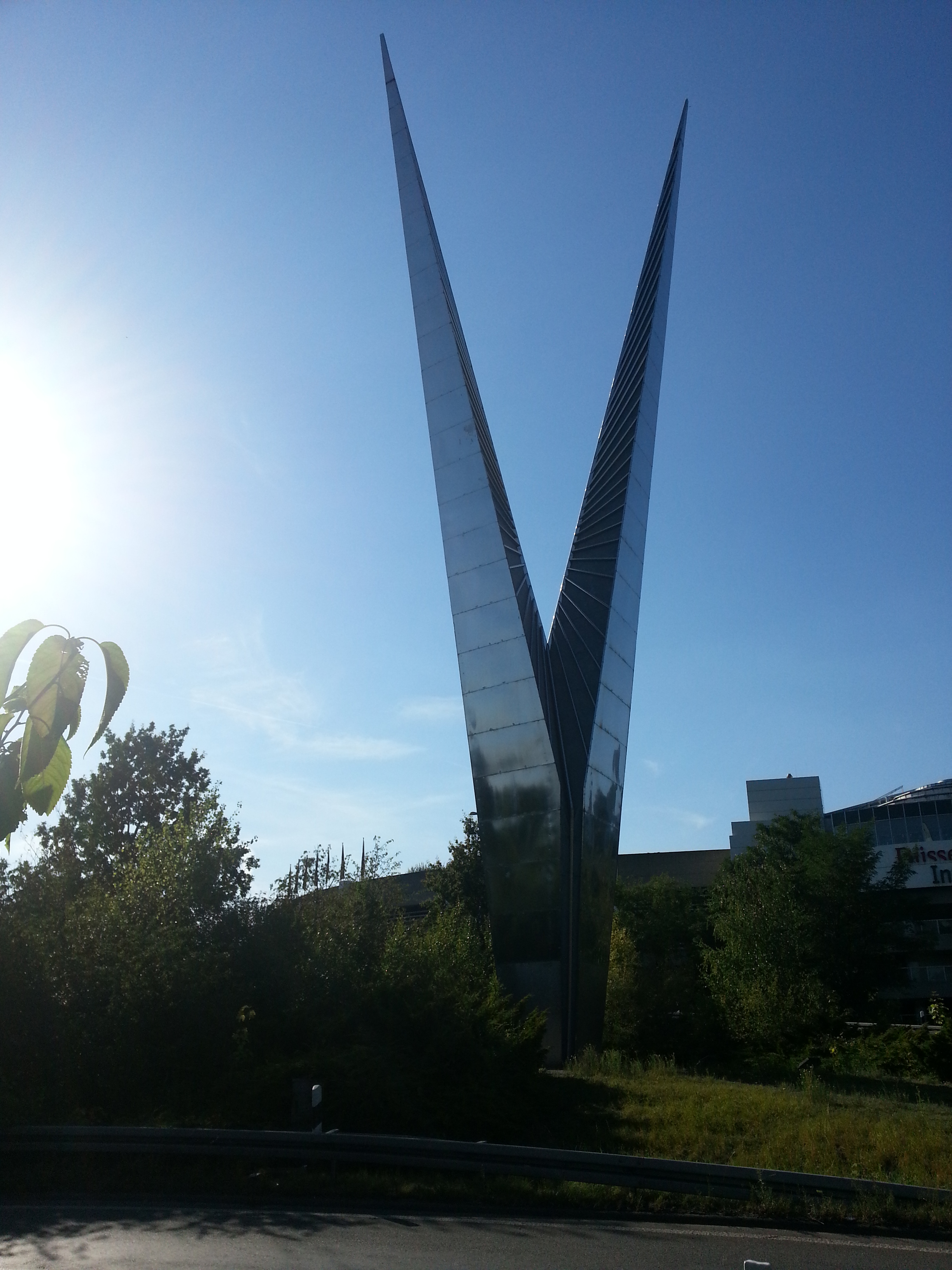
Wahrzeichen Messezeichen Pylon (1962), ehemaliges Messegelände Düsseldorf, neuer Standort Flughafen

Max Kratz (* 3. Mai 1921 in Remscheid; † 2. Juli 2000 in Düsseldorf) war ein deutscher Bildhauer und Hochschullehrer.

## Leben

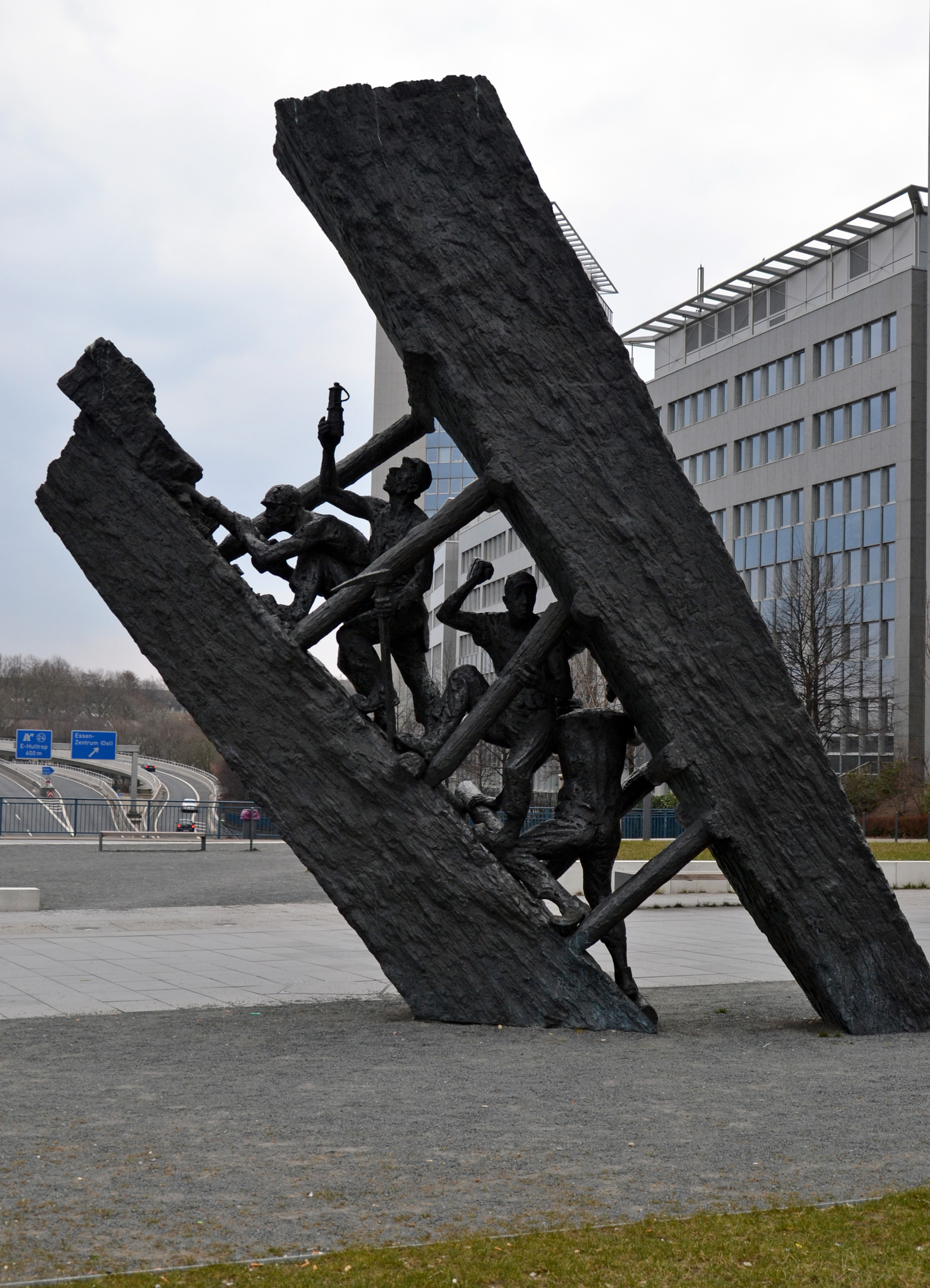
Steile Lagerung (1989), Bergarbeiterdenkmal, RAG Essen

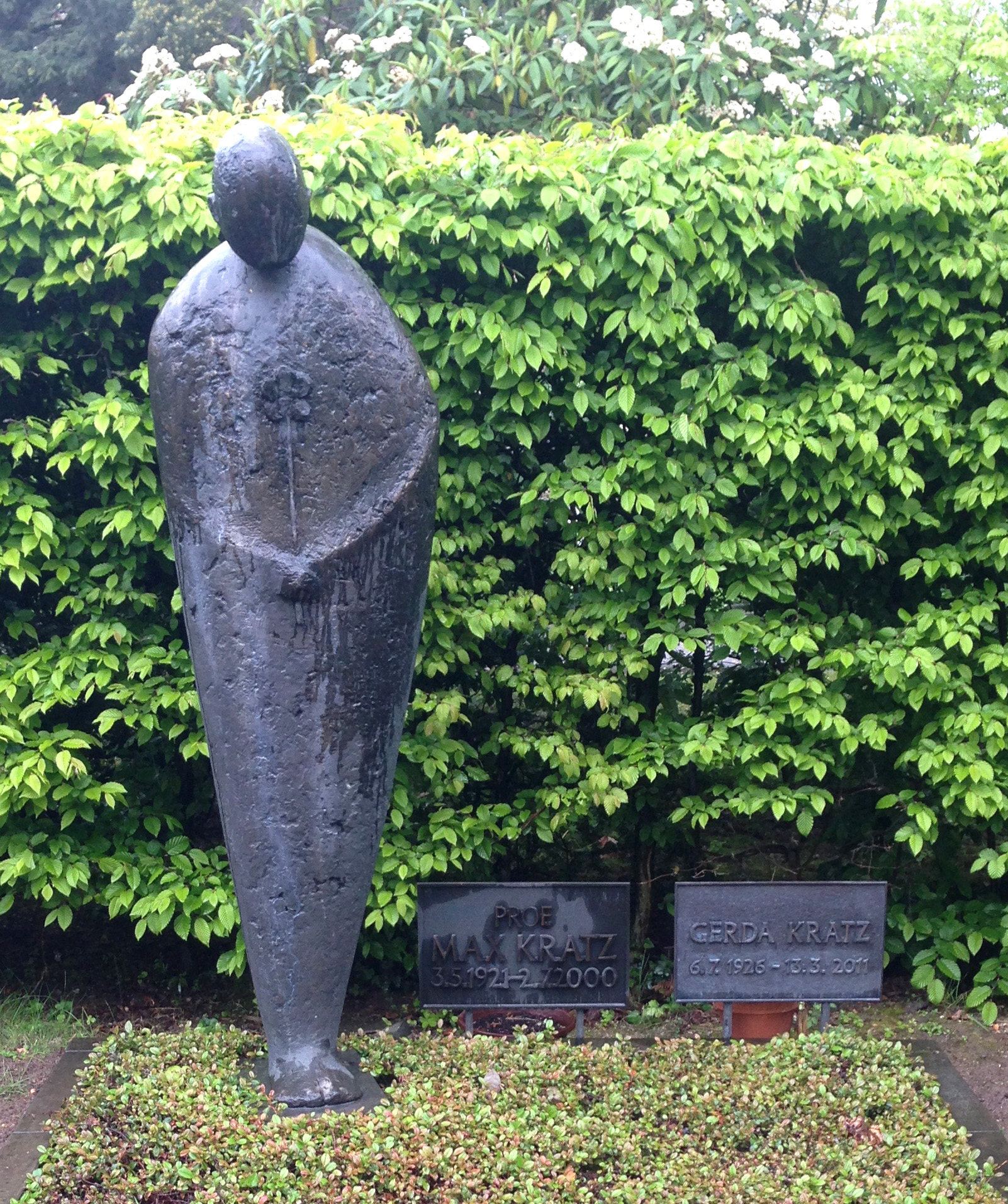
Grabstätte Max und Gerda Kratz, Nordfriedhof Düsseldorf

Kratz studierte von 1939 bis 1941 zunächst in der Metall-, später in der Graphik-Klasse an der Werkkunstschule Krefeld. Als gelernter Goldschmied bestand Kratz 1941 die Aufnahmeprüfung an der Kunstakademie in Düsseldorf und begann sein Studium bei Paul Bindel. Nach einem Semester wurde Kratz zum Kriegsdienst einberufen und geriet im Januar 1945 in englische Kriegsgefangenschaft, die er in belgischen Zeltlagern verbrachte. 1946 setzte er seine Studien bis 1959 fort, unter anderem in der Bildhauerklasse von Sepp Mages. Dort lernte er seine spätere Frau kennen.
Ab 1950 lebte und arbeitete Max Kratz in Düsseldorf als freischaffender Künstler. 1951 heiratete er die Bildhauerin Gerda Rheinberger, die unter dem Namen Gerda Kratz ebenfalls bekannt wurde. Bereits mit seiner ersten öffentlichen Auftragsarbeit – Türgriffen für die neue Stadtkasse Düsseldorf – sorgte er 1956 für Aufsehen. Auch für sakrale Räume schuf Kratz zahlreiche Werke, darunter Altäre, Taufbecken, Kirchenbänke, Fenster, Altarwände, Tabernakel, Portale und Kreuzwege. 1970 wurde er als Dozent für Bildhauerei an die Folkwang Hochschule Essen berufen. Drei Jahre später wechselte er als Professor im Fachbereich Kunst und Design an die Gesamthochschule Essen, wo er bis 1985 lehrte.
Kratz schuf eine Vielzahl von Skulpturen und Zeichnungen. Das Bergarbeiter-Denkmal Steile Lagerung in Essen und der hochaufragende „Pylon“ mit dem Spitznamen Radschläger (1962) vor dem Flughafen Düsseldorf, ehemaliger Standort vor der Kongresshalle Düsseldorf als Messezeichen, sind wohl die bekanntesten der rund 100 Skulpturen, die Kratz für den öffentlichen Raum geschaffen hat.
Auffallend viele sind im Stadtgebiet von Solingen zu sehen. Eine Stiftung mit 132 seiner Werke ging 1994 an das Museum Baden in Solingen-Gräfrath, das heutige Kunstmuseum Solingen. In der Klingenstadt hatte Kratz mehrere Aufträge erhalten und den Kunstbeirat geleitet.
Die Grabstätte von Max und Gerda Kratz befindet sich auf dem Nordfriedhof in Düsseldorf.

## Werke (Auswahl)
- 1956: Lesende Bronzerelief, Eckenerstraße, Düsseldorf-Unterrath
- 1960: Danziger Wappen, Bronze, 70 cm hoch, im Historischen Rathaus Düsseldorf
- 1962: Messezeichen Pylon: Wahrzeichen der ehemaligen Messe Düsseldorf an der Fischerstraße, jetzt am Flughafen aufgestellt.[2]
- 1963: Finale, Bronzerelief im Innenhof des Theater und Konzerthauses Solingen, Konrad-Adenauer-Straße 71
- 1965: Salinenbrunnen, Bronze (Abdeckrost und Salinenäste), bis 2011 am Schadowplatz, Düsseldorf-Stadtmitte (eingelagert)
- 1967: Mädchen mit der Taube, Bronze, Brunnenanlage aus Stein, Kolhagenstraße 15, Düsseldorf-Benrath
- 1961: Schwimmer, Bronze, Niederkasseler Deich, Düsseldorf-Lörick
- 1966: Malkasten-Adler (Vereinswappen – Reichsadler mit Malerschilden, Bierglas und Hausschlüssel), Eingangsbereich zum Vereinsgebäude des Malkastens, Düsseldorf
- 1970: Sonnenanbeterin, Bronze, auf Steg am Weiher im Ostpark Düsseldorf
- 1974: Rauchzeichen, Bronze, vor dem Kunstmuseum Solingen, Wuppertaler Straße 160
- 1977: Mollige, Bronze, vor dem Kunstmuseum Solingen, Wuppertaler Straße 160
- 1978: Der Fischer un sin Fru, am Zugang zum Walder Stadtpark, Solingen
- 1981: Meditation, Bronze, vor dem Kunstmuseum Solingen, Wuppertaler Straße 160
- 1983: Ruhende Tänzerin, Bronze, vor dem Kunstmuseum Solingen, Wuppertaler Straße 160
- 1984: Mahnmal, Beton und Bronze, Walder Stadtpark, Solingen
- 1989: Steile Lagerung, Bronze, Europaplatz in Essen